# Yossi
Série
Yossi et Jagger
(2002)
Pour plus de détails, voir Fiche technique et Distribution.
Yossi (הסיפור של יוסי, Ha-Sippur Shel Yossi) est un film israélien réalisé en 2012 par Eytan Fox. Il raconte comment Yossi, interprété par Ohad Knoller, retombe amoureux, dix ans après une tragédie sentimentale (Yossi et Jagger). Keren Ann est l'auteur de la musique du film.

## Synopsis
Yossi, cardiologue de 34 ans se laisse aller au vague à l'âme. Il est seul et triste. Il rencontre par hasard la mère de son ancien amoureux Lior, mort soldat pendant une opération au Liban il y a dix ans. Déprimé après une visite aux parents de Lior, à qui il révèle sa liaison avec leur fils, il part se changer les idées en vacances à Eilat. Il rencontre en chemin de jeunes soldats. L'un d'eux va transformer sa vie.

## Fiche technique
- Titre : Yossi
- Titre original : הסיפור של יוסי (Ha-Sippur Shel Yossi)
- Réalisation : Eytan Fox
- Scénario : Itay Segal
- Image : Guy Raz
- Montage : Yosef Grunfeld
- Musique : Keren Ann
- Production : United King Films, Lama Films
- Pays d'origine : Israël
- Langue : hébreu
- Durée : 83 minutes
- Date de sortie :  France : 2 janvier 2013

## Distribution
- Ohad Knoller : Yossi, cardiologue
- Lior Ashkenazi : Moti, collègue de Yossi
- Orly Silbersatz : Varda, la mère de Lior
- Oz Zehavi : Tom, un jeune conscrit
- Ola Schur Selektar : Nina, l'infirmière de Yossi